# Ulrich Müller (Verwaltungsjurist)
Ulrich Müller (* 29. Juli 1929 in Schwedt; † 14. Dezember 2022 in Berlin) war ein deutscher Verwaltungsjurist und Ministerialbeamter. Er war von 1973 bis 1991 Präsident des Rechnungshofes von Berlin und davor von 1969 bis 1973 Chef der Senatskanzlei von Berlin.

## Leben
Müller besuchte ein Gymnasium in Berlin-Weißensee bis zum Abitur und studierte später Rechtswissenschaften und legte beide juristische Staatsprüfungen ab. Er trat 1948 als Dienstanwärter beim Magistrat von Groß-Berlin ein. Nach der Spaltung der Stadt arbeitete er von 1950 bis 1969 in der Senatsverwaltung für Finanzen in West-Berlin. Er wurde 1967 Senatsrat und war von 1969 bis 1973 Senatsdirektor sowie Chef der Berliner Senatskanzlei. Im Rahmen der Verhandlungen zum Viermächteabkommen über Berlin setzten am 6. März 1971 die Gespräche zwischen dem Berliner Senat und der DDR auf der Ebene von Senatsdirektor Müller und DDR-Staatssekretär Günter Kohrt ein. Nach insgesamt 26 Verhandlungen unterzeichneten beide am 20. Dezember 1971 die Vereinbarungen über einen Reise- und Besuchsverkehr sowie einen Gebietsaustausch.
Im Jahr 1973 wurde Müller der Präsident des Rechnungshofes von Berlin. In dieser Position arbeitete er, bis seine Amtszeit 1991 endete.
1951 trat Müller in die SPD ein.

## Ehrung
- 1991: Ernst-Reuter-Plakette des Landes Berlin